# یواس‌اس جانو (ال‌پی‌دی-۱۰)
یواس‌اس جانو (ال‌پی‌دی-۱۰) (به انگلیسی: USS Juneau (LPD-10)) یک کشتی است که طول آن ۱۷۳٫۷ متر (۵۷۰ فوت) می‌باشد. این کشتی در سال ۱۹۶۶ ساخته شد.